# Gabriel Garko
Gabriel Garko eller Dario Gabriel Oliviero, född 12 juli 1972 i Turin, Piemonte, Italien, är en italiensk skådespelare och fotomodell; 1991 utsedd till "Mister Italia".
Garko är i hemlandet mest renommerad för en av huvudrollerna i TV-serien "L'Onore e il rispetto" (2006 och 2009), ett maffiadrama i 1970-talsmiljö. Dessförinnan hade han bland annat medverkat han i Franco Zeffirellis film om operadivan Maria Callas, Callas Forever (2002), där han spelade mot Fanny Ardant.

## Filmografi (urval)
- 2002 – Callas Forever
- 2002 – Senso '45

### TV
- 2006 – L'onore e il rispetto (TV-serie)